# 江綿グラウンド
江綿グラウンド（ごうめんグラウンド）は、大阪府富田林にあるスポーツ総合グラウンド。1960年開設。別称：富田林総合グラウンド。

## 概要
大阪市中央区南本町に本社を置く江綿グループが所有・運営しており、地域貢献のため、現在は主に地元の少年野球チーム（富田林少年硬式野球協会〈チーム名：富田林ボーイズ、顧問：吉村善美〈富田林市長〉）の本拠地練習場として利用されている。
グラウンドの面積は、約11,000m2あり、緑に囲まれた地形や自然を生かしたグラウンドとなっている。
グラウンドの西隣接地には、国の史跡に指定されているお亀石古墳がある。

## 沿革
- 1960年（昭和35年） - 江綿株式会社富田林宅に隣接するスポーツ総合グラウンドとして建設された。
- 1998年（平成10年） - 江綿グループが、富田林市のスポーツ振興への協力要請を受け、地元の少年野球チームの練習場・試合場として、メセナとして貸出しをされている。

## 交通アクセス
- 住所：大阪府富田林中野町西1丁目1531
- 近鉄長野線「富田林駅」から徒歩13分
- 南阪奈道路「羽曳野IC」から車で約10分